# Ross Lockridge, Jr.
Ross Lockridge Franklin, Jr. (25. travnja 1914. – 6. ožujka 1948.) bio je američki romanopisac sredinom dvadesetog stoljeća. Najpoznatiji je po svojem ekspanzivnom romanu, Raintree County, koji se često smatra jednim od "Velikih američkih romana."

## Životopis
Lockridge je rođen u Bloomingtonu, Indiana, SAD gdje je i odrastao. Lockridge je od 1931. pohađao Indiana University, a diplomirao je 1935. s najvišom prosječnom ocjenom u povijesti sveučilišta. Lockridge je bio oženjen i imao je četvero djece. Njegov roman Raintree County objavljen je početkom 1948. uz velike pohvale kritike. Roman ilustrira povijest 19. stoljeća tipičnog okruga na američkom Srednjem zapadu kroz reminiscencije svojeg glavnog lika, Johna Wickliffa Shawnessyja.
Pateći od teške depresije, Lockridge je počinio samoubojstvo trovanjem ugljičnim monoksidom ubrzo nakon objavljivanja romana. Njegov se grob nalazi na groblju Rose Hill u Bloomingtonu.